# Jenő Kamuti
Jenő Kamuti (Budapest, 17 de septiembre de 1937) es un deportista húngaro que compitió en esgrima, especialista en la modalidad de florete.
Participó en cinco Juegos Olímpicos de Verano entre los años 1960 y 1976, obteniendo dos medallas, plata en México 1968 y plata en Múnich 1972. Ganó nueve medallas en el Campeonato Mundial de Esgrima entre los años 1957 y 1973.

## Palmarés internacional
| Juegos Olímpicos   | Juegos Olímpicos          | Juegos Olímpicos  | Juegos Olímpicos    |
| Año                | Lugar                     | Medalla           | Prueba              |
| ------------------ | ------------------------- | ----------------- | ------------------- |
| 1968               | Ciudad de México (México) | Medalla de plata  | Florete individual  |
| 1972               | Múnich (RFA)              | Medalla de plata  | Florete individual  |
| Campeonato Mundial |                           |                   |                     |
| Año                | Lugar                     | Medalla           | Prueba              |
| 1957               | París (Francia)           | Medalla de oro    | Florete por equipos |
| 1959               | Budapest (Hungría)        | Medalla de bronce | Florete por equipos |
| 1961               | Turín (Italia)            | Medalla de plata  | Florete individual  |
| 1961               | Turín (Italia)            | Medalla de plata  | Florete por equipos |
| 1962               | Buenos Aires (Argentina)  | Medalla de plata  | Florete por equipos |
| 1966               | Moscú (URSS)              | Medalla de plata  | Florete por equipos |
| 1967               | Montreal (Canadá)         | Medalla de plata  | Florete individual  |
| 1970               | Ankara (Turquía)          | Medalla de plata  | Florete por equipos |
| 1973               | Gotemburgo (Suecia)       | Medalla de bronce | Florete individual  |